# Vysoké Mýto
Vysoké Mýto (v místním nářečí Mejto, německy Hohenmauth, latinsky Alta Muta) je město ležící v okrese Ústí nad Orlicí, na řece Loučné. Je jedním z nejstarších a nejvýznamnějších a šestým největším z měst Pardubického kraje. Městem prochází železniční trať 018 z Chocně do Litomyšle a silnice I/35 spojující Liberec s Mohelnicí, která rozděluje město na dvě části. Ve Vysokém Mýtě žije přibližně 13 tisíc obyvatel.
Město začalo psát svou historii od poloviny 13. století, kdy bylo založeno králem Přemyslem Otakarem II. jako jedno z obchodních středisek na hlavní spojnici Čech s Moravou. Historii města poznamenala období rozkvětu i úpadku, ale i požáry a přítomnost okupačních vojsk. Do současnosti se z doby založení dochoval pravidelný půdorys s pravoúhlou sítí ulic a centrálním náměstím o rozměrech 130 x 150 metrů, které je téměř čtvercové a svou plochou 1,95 hektaru patří k největším náměstím v Čechách. V historickém jádru města se dochovaly významné památky architektury, k nimž patří kostel svatého Vavřince, zvonice ze 16. století, renesanční hřbitovní kostel Nejsvětější Trojice, Pražská a Litomyšlská brána, věž Choceňské brány, radnice a budova bývalého okresního soudu. V hradebním opevnění se dochovaly Vodárenská a Klášterská bašta. Město je členem dobrovolného svazku obcí Mikroregion Vysokomýtsko. V úterý 18. dubna 2023 obdrželo město titul Historické město roku 2022. 

## Historie
Už název města, založeného na místě starší osady, svědčí o královském založení, protože pouze panovník byl oprávněn zavádět mýta. Přímým předchůdcem města bylo městské založení u Tisové v poloze Staré Mýto. Na příkaz krále Přemysla Otakara II. provedl lokaci na dnešním místě, podle urbanistického stylu stejně jako v pozdějším městě Poličce, lokátor Kondrád z Limberka (Cun(d)radus de Lewendorf / Con(d)rad von Lewendorf), který sem přivedl osadníky ze severního Německa. Město prosperovalo díky Trstenické stezce (cestě) vedoucí ze středních Čech do moravských center a uděleným právům: mílovému, várečnému a hrdelnímu. Město bylo opevněno postupně stavěným dvojitým prstencem masivních kamenných hradeb s 25 baštami a třemi branami, zpevněnými předsunutými barbakány. Přesné datum založení nicméně chybí, datuje se podle zakládací smlouvy města Poličky ze dne 27. srpna 1265, která se na existenci Vysokého Mýta odvolává.
V roce 1307 učinil český král Rudolf Habsburský z Vysokého Mýta věnné město českých královen. Pro svou ženu Elišku Rejčku vybral pět měst, která měla přispívat na život královen a po smrti jejich mužů jim poskytovat vdovské věno. Do základní pětice patřily kromě Vysokého Mýta také Polička, Chrudim, Jaroměř a dnešní Hradec Králové. Později přibyla ještě města Mělník, Dvůr Králové, Nový Bydžov a Trutnov. Vysoké Mýto zůstalo v držení českých královen až do novověku.
Ve své bohaté historii město prožívalo doby rozkvětu, kdy bohatlo a lidem se dařilo, ale přicházely také zhoubné požáry a cizí vojska. První zmínka o chrámu sv. Vavřince pochází z roku 1349. V roce 1421 bylo město po krátkém odporu dobyto husitskými vojsky Pražanů, mnoho lidí bylo pobito a část města vypálena. První soupis domů v královských městech byl proveden roku 1567, zde jich bylo evidováno celkem 380. Vysokému Mýtu se nevyhnuly ani pohromy, v roce 1700 vyhořelo a roku 1714 ho postihla morová epidemie. Opevnění kolem městských bran bylo zbořeno 1808, což napomohlo dalšímu rozvoji města. Roku 1879 zde bylo založeno gymnázium a v roce 1882 bylo město připojeno na železniční síť.
Mezi roky 1851–1959 bylo sídlem vysokomýtského okresu. Od druhé poloviny 18. století bylo Vysoké Mýto také tradičním sídlem vojenské posádky, rozšířené v závěru 19. a ve 20. století. Od roku 1968 zde sídlila pětitisícová jednotka sovětské okupační armády, která zanechala ve městě velkou materiální a ekologickou spoušť. Po jejím odchodu v roce 1990 se město postupně vzpamatovalo a ze šedého poničeného města rozkvetlo do současné podoby.
Historii města knižně zpracovali v 19. století Alois Vojtěch Šembera (1845) a Hermenegild Jireček (1884), později na jejich práci navázal F. Hnát (1934), který rozšířil historii o část věnovanou první světové válce. Historii doby pobělohorské popisuje Edita Štěříková – o osudech exulantů z Vysokého Mýta, Zálší aj. se zmiňuje např. v knize Běh života českých emigrantů v Berlíně v 18. století. V roce 2004 vydalo město Vysoké Mýto soubornou publikaci Vysoké Mýto, tradice a současnost.

## Pamětihodnosti

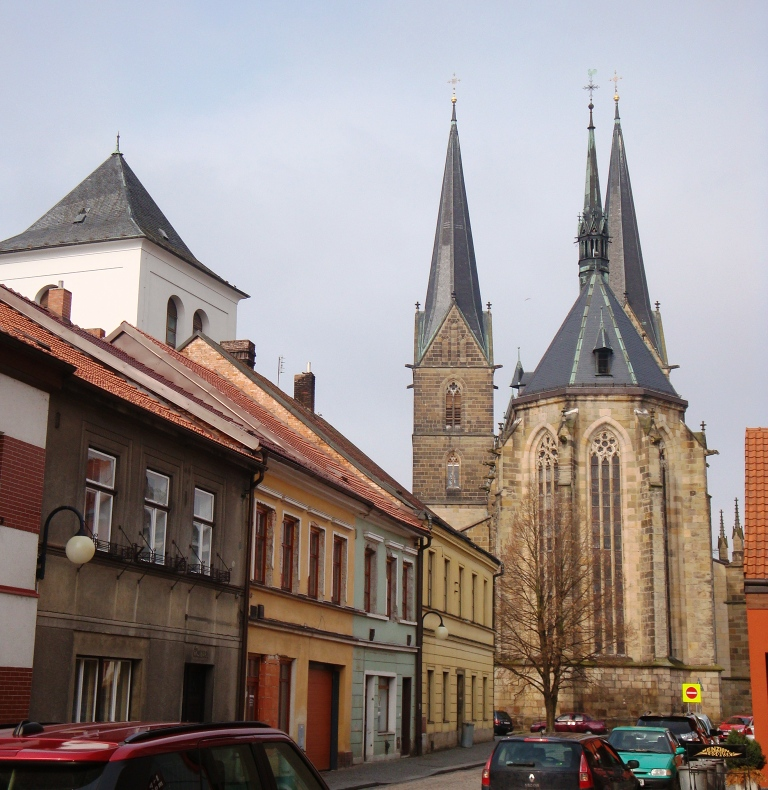
Chrám sv. Vavřince od východu a zvonice

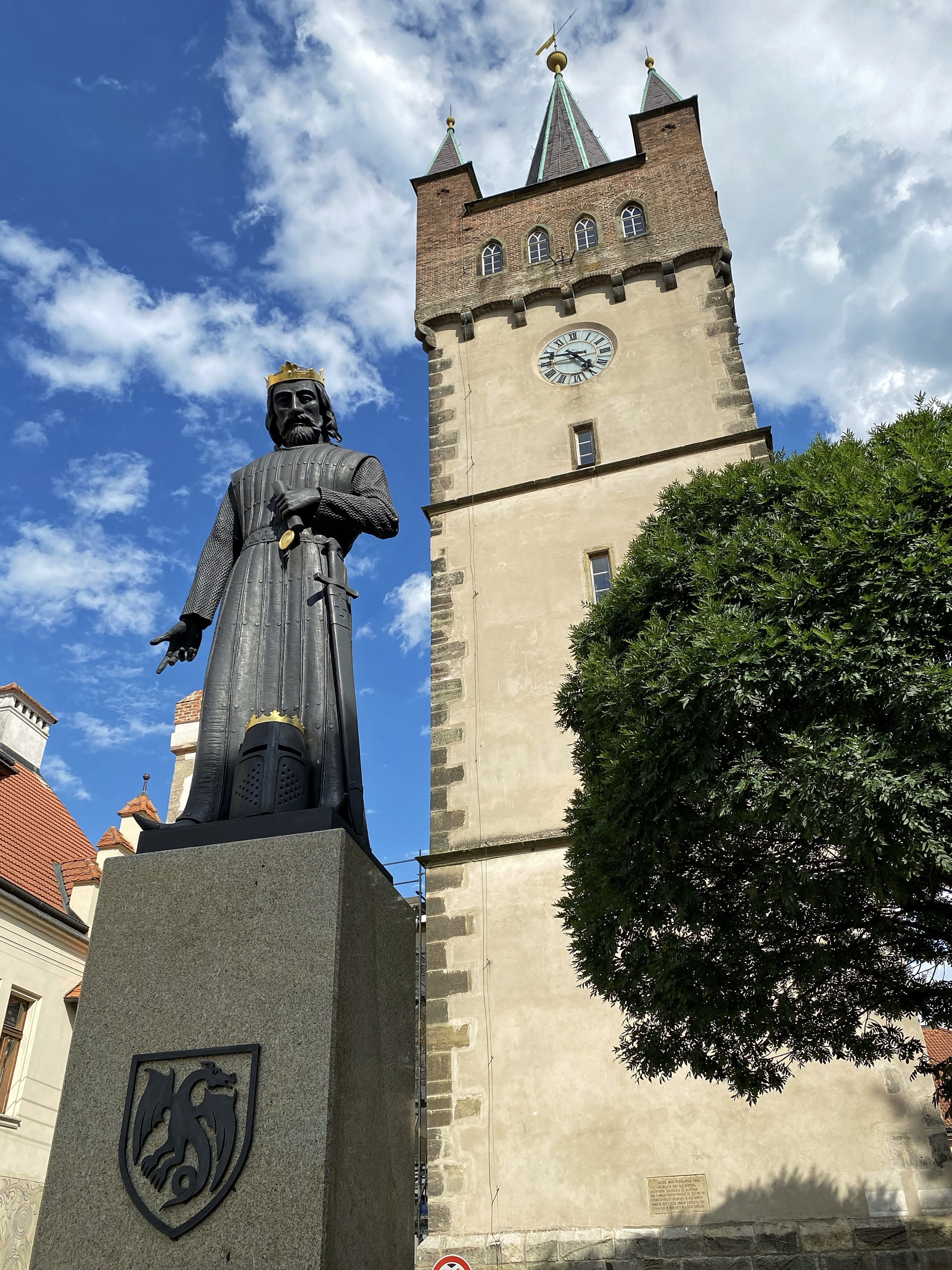
Pražská brána od západu se sochou Přemysla Otakara II.

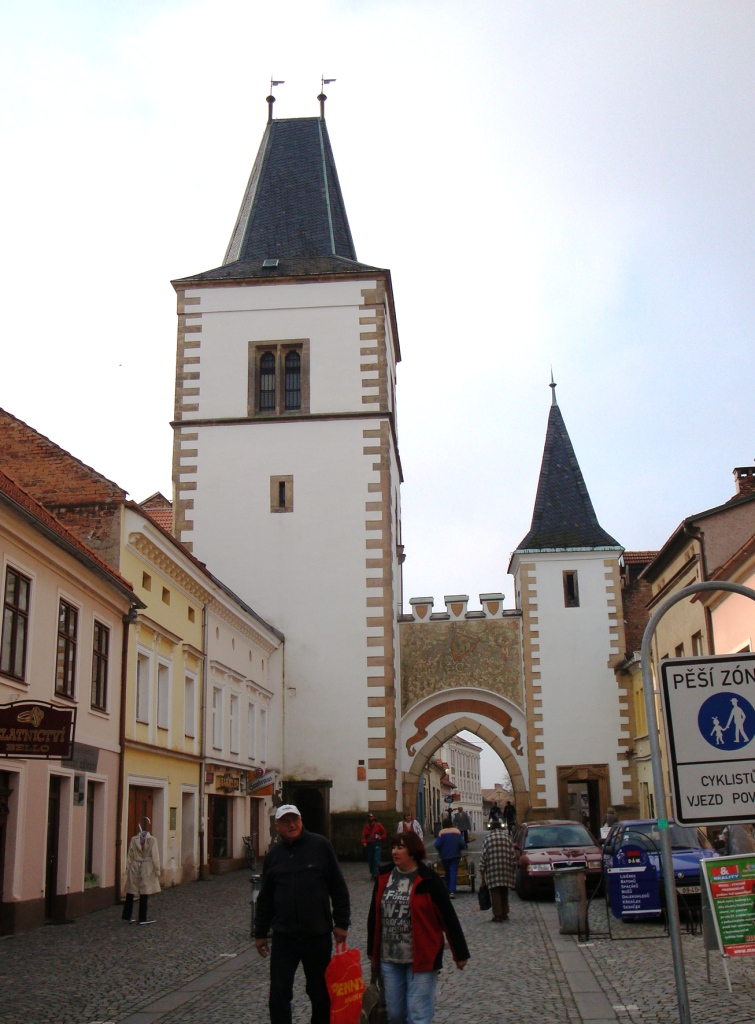
Litomyšlská brána od severu

- V centru města je téměř čtvercové náměstí Přemysla Otakara II. (rozměry stran: 153, 147, 134 a 127 m), největší téměř čtvercové náměstí v ČR[pozn. 1] lemuje 47 domů; patří k významným památkám gotického urbanismu v Čechách.
- Mariánský sloup se sochami patronů sv. Vavřince, Jana Nepomuckého, Floriána byl postaven na paměť moru z roku 1714
- Radnice, připomínaná k z roku 1423, pozdně gotická stavba přebudovaná koncem 19. století s dvojlodním sálem v přízemí
- Gotické, renesanční a barokní domy
- Zbytky opevnění stavěného od první poloviny 14. století (hlavně na východní a severní straně města) se dvěma branami „přemyslovského typu“ s dvojicí nestejně vysokých hranolových věží a věží třetí brány:
  - Pražská brána (dříve také Vraclavská) je nejzachovalejší částí bývalého opevnění ze 14. století. Vyhořela sice při velkých požárech města v letech 1461, 1700, 1774 a 1816, ale její gotické dispozice zůstaly nedotčeny dodnes. Novogotická rekonstrukce v letech 1882–1883 byla provedena podle plánů architekta Františka Schmoranze. Z ochozu ve výšce 48 metrů je výhled na město.
  - Litomyšlská brána – Na počátku 19. století po četných požárech a demolici nezbylo z obou věží mnoho, a tak byly v letech 1864–1867 novogoticky dostavěny. Na počátku 20. století bránu na objednávku města vyzdobil Mikoláš Aleš: na předměstské straně brány vytvořil fresku sv. Jiří bojujícího s drakem, heraldický znak Vysokého Mýta. Před branou v domě čp. 123 zachován průjezd vnější brány (barbakanu).
  - Choceňská věž zvaná Karaska – Svůj původní kamenný korpus ze 14. století si zachovala až do dnešní doby, jen původní užší báň byla v barokní době nahrazena typickou širokou bání. Vyhořela v roce 1569, 1700 a 1844. Roku 1614 zde byla zvonice, vězení a do roku 1700 tu měl byt i hlásný. Do 1. poloviny 19. století tvořila součást Choceňské brány s kulisovým průjezdem a menší nižší věží (podobně, jak se to zachovalo dodnes u Pražské brány); menší boční věž i s bránou byla však po posledním požáru roku 1844 zbourána, zůstala pouze Karaska.
  - Zbytky hradeb v Jungmannových sadech s kamennými deskami – Do části hradeb na bývalém choceňském parkánu (v dnešních Jungmannových sadech) jsou od obrozenských dob vsazovány pamětní tabule připomínající významné události života města.
  - Klášterská bašta – Hradební bašta segmentového, uvnitř však půlkruhového půdorysu pocházející z 2. poloviny 14. století. Stojí u husity zničeného kláštera řádu minoritů. Roku 1862 došlo k jejímu zrestaurování. Bašta byla dvoupatrová a ve druhém patře měla tři střílny. Pod ní jsou ještě patrné zbytky parkánové hradby.
  - Vodárenská bašta – Hranolová hradební bašta v severozápadním rohu bývalých městských hradeb. Pochází z 2. poloviny 14. století, roku 1700 u ní byla prolomena hradba, od roku 1768 sloužila jako vodárna. Několikrát vyhořela a byla přestavěna. Věž má velmi silné zdivo (1,5 m), jednotlivé strany čtvercové podstavy měří 8 metrů.
- Kostel sv. Vavřince, založen pravděpodobně ve 2. polovině 13. století, regotizován 1899. Uvnitř je barokní hlavní oltář se sochami od Matěje Václava Jäckela z roku 1700; obraz Nanebevzetí Panny Marie namaloval Petr Brandl v roce 1778. Pozdně gotická Madona s Ježíškem a královskými insigniemi je dřevořezba z doby po roce 1500. Jižně od kostela stojí mohutná zvonice z roku 1583.

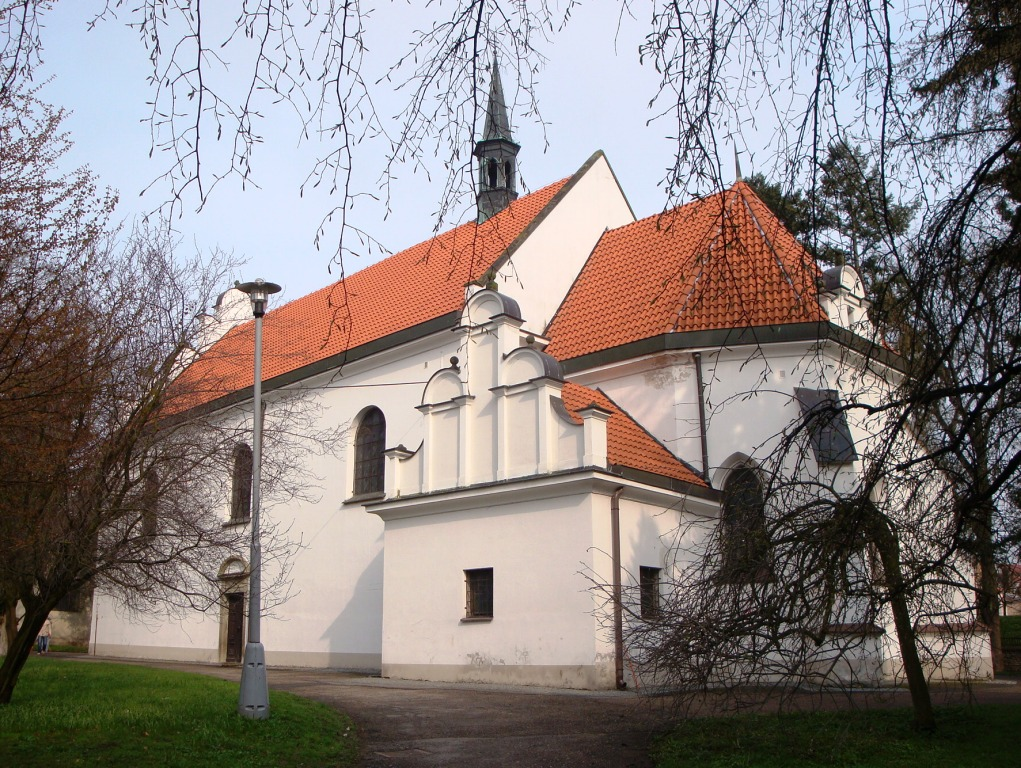
Kostel Nejsvětější Trojice

- Hřbitovní kostel Nejsvětější Trojice – Postaven v renesančním stylu v roce 1543 mistrem Blažejem z Litomyšle v bývalé kněžské zahradě jako hřbitovní kostel. Hřbitov se v jeho okolí nacházel až do počátku 20. století, kdy byl zrušen a nový hřbitov zřízen na Litomyšlském předměstí. Stavba nemá věž, ale poměrně unikátní barokní štít od pardubického sochaře Vlčka.
- Socha Přemysla Otakara II. – realizovalo ji občanské sdružení Pomník zakladateli města a byla slavnostně odhalena 8. září 2012 v rámci oslav 750. výročí založeni města Vysokého Mýta. Sochu vyrobil umělecký kovář a sochař Karel Bureš a použil na ni 300 kg železa a 1–2 gramy zlata. Socha mohla být realizována díky finančním příspěvkům 237 dárců. V soše jsou uloženy ostatky z pohřbu krále Přemysla Otakara II.[11] Socha stojí na žulovém podstavci před Pražskou branou.
- Husův sbor – moderní chrámová architektura z roku 1937 navazuje svým výrazem na českou architekturu 20. let 20. století. V průčelí předstupuje před štítem plochá věžovitá část zakončená kalichem s dvojitým křížem.
- Secesní Sokolovna z roku 1900 v severním cípu historického města. Vystavena na místě zaniklého kláštera řádu minoritů. Budova dominuje před Klášterskou baštou.[12]
- Regionální muzeum ve Vysokém Mýtě z bohatých sbírek vytvořilo dvě stálé expozice: Vysoké Mýto světové a Historie hasičské firmy Stratílek. Spravuje také Muzeum českého karosářství a barokní areál sv. Mikuláše na Vraclavi. Během roku nabízí řadu krátkodobých výstav.
- Stará radnice – připomíná se roku 1433 jako nová městská radnice. Hodnotná pozdně gotická stavba s klasicistní přestavbou. Ve sklepních prostorách bývaly uloženy obecní peníze, originály městských privilegií, korouhev, pečetidla a zbroj. Od roku 1615 bylo v zadní části vězení. Roku 1848 se budova stala sídlem okresního soudu a pro jeho potřeby byla postavena v zadní části parcely nová věznice. Z té doby pochází rakouský císařský orel v průčelí, jeden z mála zachovaných v Čechách. Okresní soud tu působil až do roku 1959. Dne 6. 9. 2014 bylo ve zrekonstruované budově otevřeno Muzeum českého karosářství.
- Tyršova plovárna se nachází na okraji města směrem na Pardubice. Byla zřízena roku 1933, s použitím budovy z pardubické výstavy tělesné kultury a sportu. Má pouze jednu nádrž, vybavenou sestupným dnem, dovolujícím koupání od malých děti po dospělé, na mělčině je na betonové dno nasypán písek. Voda se čerpá z místních zdrojů s vysokým obsahem přírodních látek např. železa, proto bývá voda zabarvená do hněda. Součástí je skokanská věž o výšce 3 metry, tobogán a rodinná skluzavka. Dominantou plovárny je vodopád ve tvaru houby. V areálu plovárny se nabízí další sportovní vyžití jako minigolf, stolní tenis, plážové hry, pétanque, ruské kuželky a dětské prolézačky s kolotočem.
- Památník obětem války s Maďarskem, nachází se v Jungmannových sadech.[13]

## Ochrana přírody
Dva kilometry severovýchodně od města se rozkládá přírodní památka U Vinic – zbytek původních zamokřených luk s výskytem řady ohrožených druhů rostlin.

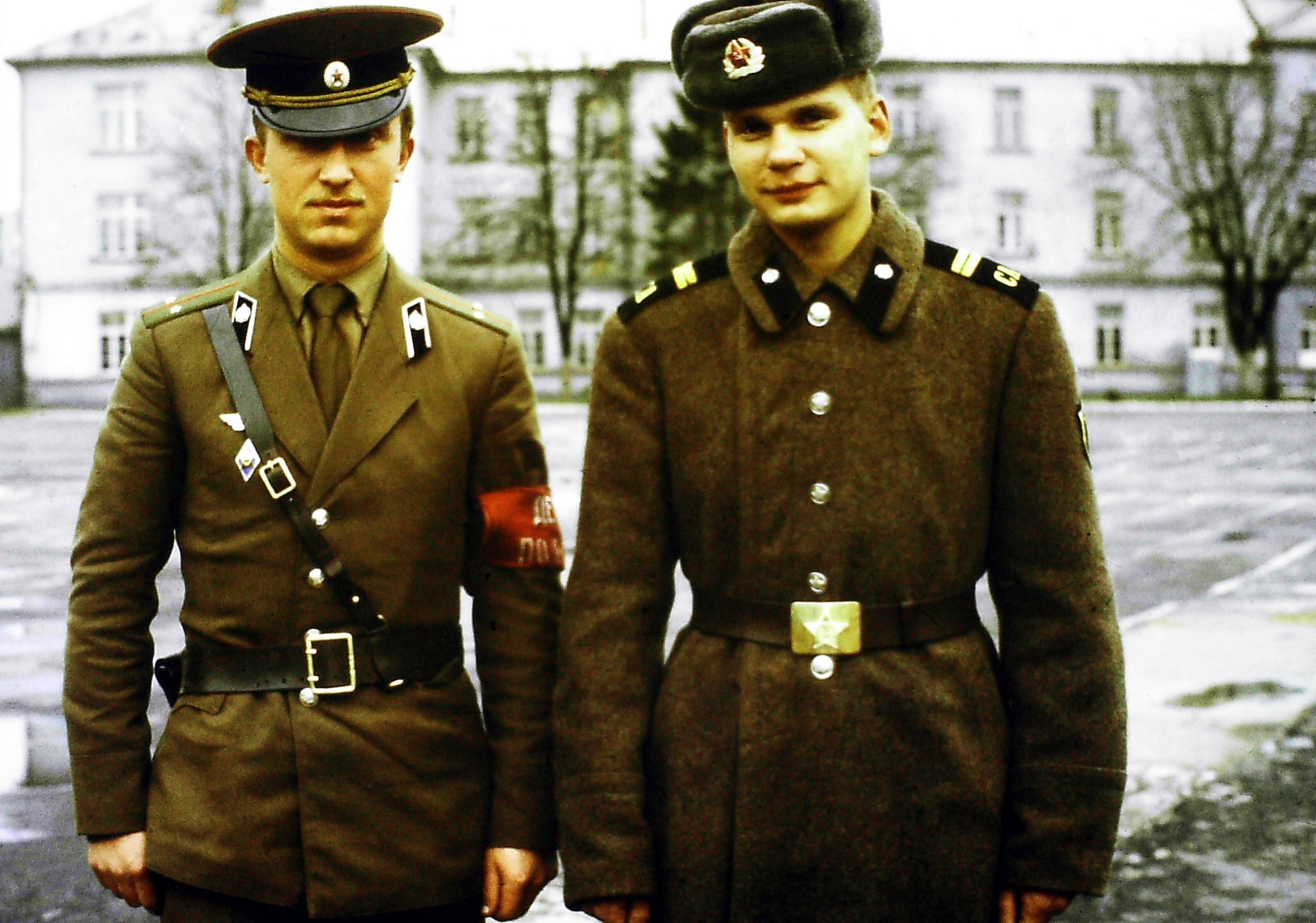
Sovětští vojáci ve Vysokém Mýtě – 1987

V katastrálním území Vysoké Mýto je chráněno vícero památných stromů (stav 2012; údaje o poloze vztaženy k náměstí Přemysla Otakara II.):
- Borovice černá v zemědělském dvoře Šnakov (2,7 km ssz. 49°58′31″ s. š., 16°8′39″ v. d.)
- Dub letní na kraji lesa při značené turistické stezce Na Vinicích (2,0 km vsv. 49°57′31″ s. š., 16°11′19″ v. d.)

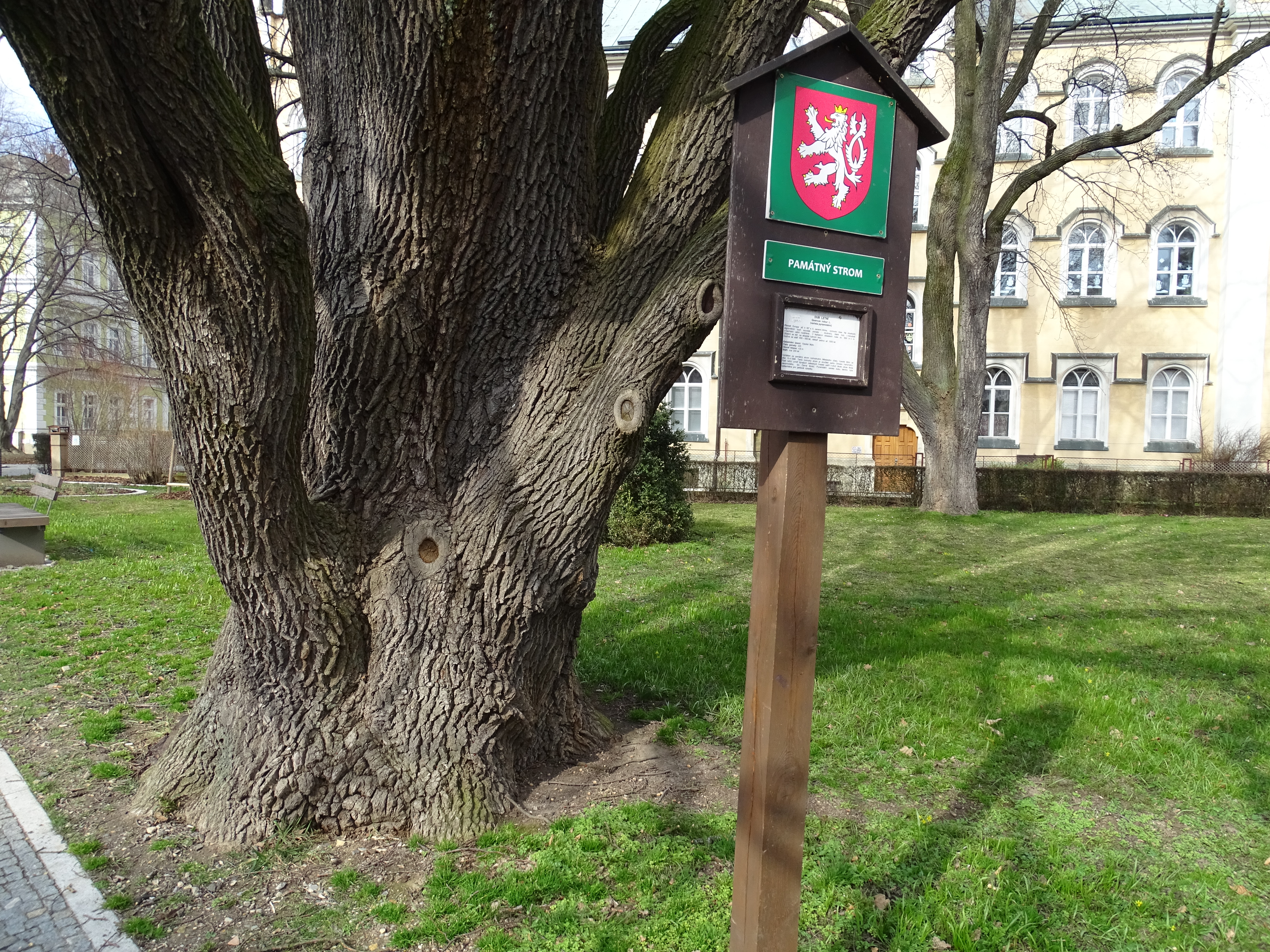
Dub letní pyramidální – památný strom ve Vysokém Mýtě

- Dub letní pyramidální – památný strom ve Vysokém MýtěDub letní pyramidální v parku Otmara Vaňorného (0,27 km jz. 49°57′6″ s. š., 16°9′31″ v. d.), obvod kmene: 460 cm, odhadované stáří: kolem 200 let, památným stromem byl vyhlášen dne 15. 4. 1996[14]
- Liliovník tulipánokvětý v zahradě MŠ v ulici Slunečná (0,5 km sz. 49°57′23″ s. š., 16°9′19″ v. d.)
- Lípa srdčitá v poli u silnice mezi Vysokým Mýtem a Vraclaví (3,1 km z. 49°57′28″ s. š., 16°7′3″ v. d.)
- Lípa srdčitá ve Vraclavské ulici, za železničním přejezdem (0,9 km z. 49°57′15″ s. š., 16°8′50″ v. d.)

Další dva chráněné stromy rostou v katastru místní části Svařeň.

## Členění a orgány města

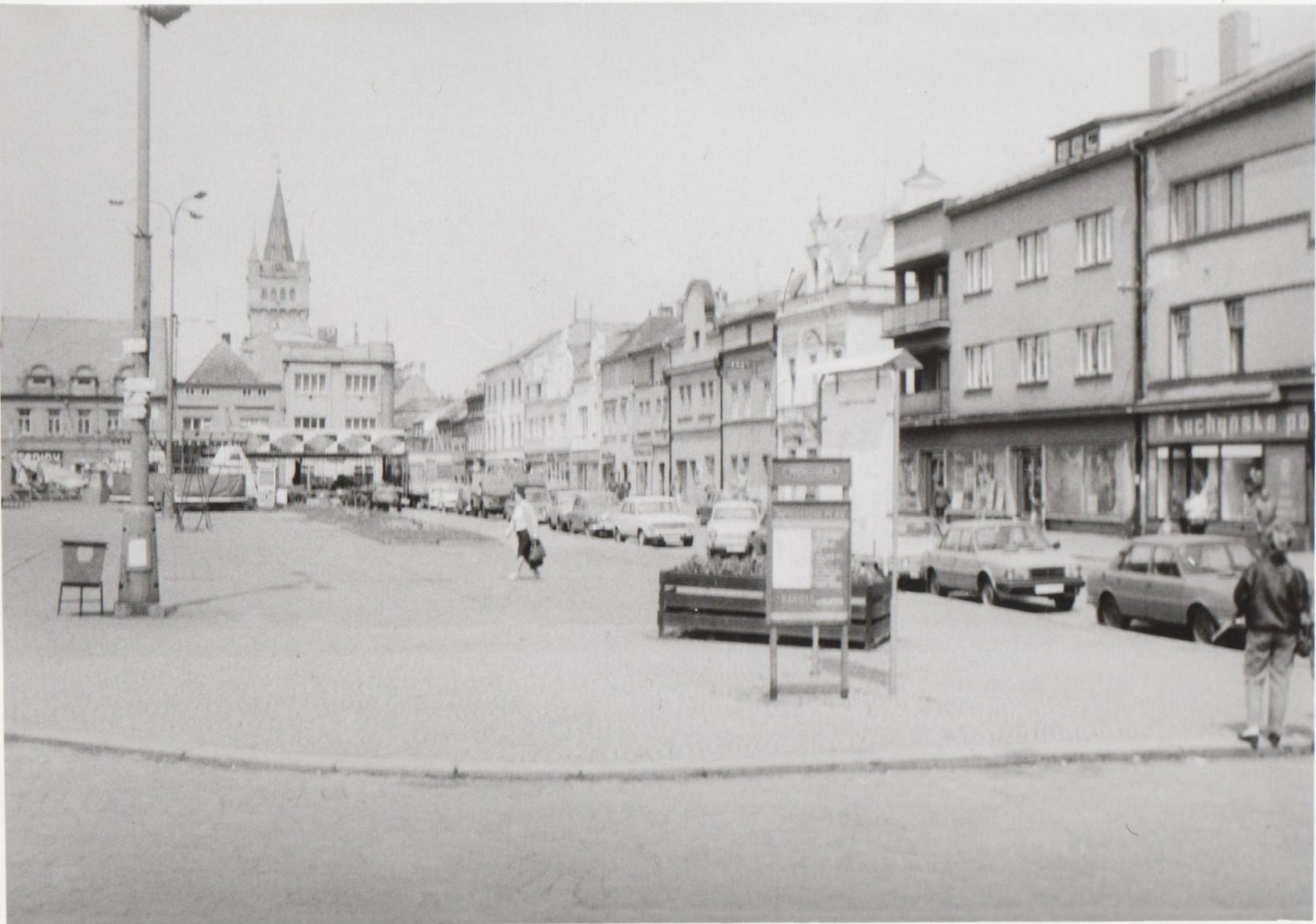
Náměstí Přemysla Otakara II. v roce 1990

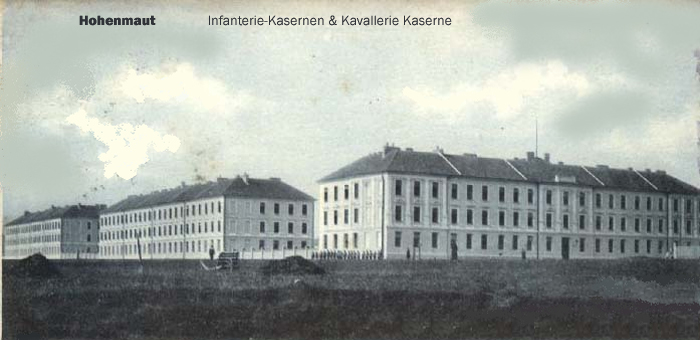
Vysoké Mýto – kasárna (počátek 20. století)

### Části města
Vlastní město se člení na tyto části:
- Vysoké Mýto-Město, které zahrnuje střed města
- Choceňské Předměstí, jehož součástí je také Bžundov, části Dráby, Jangelec, Lipová, Na Vinicích, Na Krétě, Na plese, Průhony, Visnarov, Spálenec a Pekárka, Sárovec a Soukenická Valcha
- Litomyšlské Předměstí, jehož součástí je Blahov, části Dráby, sídliště Družba, Kaplanka, Lipová, Peklovce, Průhony, Voštice/Harta, Zahrádky a Zdonín
- Pražské Předměstí, jehož součástí je sídliště Družba, Na Vrchách, Koryta, části Peklovce a Václavka

Součástí města jsou dále místní části:
- Brteč
- Domoradice
- Knířov, součástí jsou i Servácov, Pod Hájkem
- Lhůta
- Svařeň, součástí je i Sítinka
- Vanice, součástí je i Feliska

### Správní území
Město plní funkci obce s rozšířenou působností pro obce Běstovice, Bošín, Bučina, České Heřmanice, Dobříkov, Džbánov, Hrušová, Choceň, Javorník, Koldín, Kosořín, Leština, Libecina, Mostek, Nasavrky, Nové Hrady, Oucmanice, Plchovice, Podlesí, Pustina, Radhošť, Řepníky, Seč, Skořenice, Slatina, Sruby, Stradouň, Sudslava, Svatý Jiří, Tisová, Týnišťko, Újezd u Chocně, Vinary, Vraclav, Vračovice-Orlov, Zádolí, Zálší, Zámrsk a Zářecká Lhota o celkové ploše 281,86 km2 včetně Vysokého Mýta.

### Orgány města
Vedení města tvoří starosta, místostarostové a tajemník. Současným starostou je Ing. František Jiraský, místostarosta Ing. Martin Krejza, místostarosta Mgr. Jan Lipavský, tajemník Mgr. Jan Vlček
Členy rada města jsou: Ing. František Jiraský, Ing. Jiří Fišer, Jaroslav Bendl, Jiří Kovařík, Ing. Martin Krejza, Mgr. Blanka Kysilková a Mgr. Jan Lipavský.
Zastupitelstvo města je nejvyšším samostatným orgánem města Vysokého Mýta. Současné zastupitelstvo bylo zvolené ve volbách do obecního zastupitelstva 23. – 24. 09. 2022 na období čtyř let. Zastupitelstvo města má 21 členů a vykonává nejdůležitější pravomoci v oblasti samostatné působnosti města. Členy zastupitelstva města jsou: Ing. Roman Baťa (Patrioti pro Vysoké Mýto), Jaroslav Bendl (Nestraníci), Mgr. Stanislava Burešová (SPOLU), Ing. Jiří Fišer (Patrioti pro Vysoké Mýto), Miroslav Hlavatý (KSČM), Ing. František Jiraský (Nestraníci), Mgr. Jiří Junek (SPOLU), MUDr. Lubomír Kellner (Mejťáci), Petr Klofanda (Nestraníci), Mgr. Martin Koblížek (Nestraníci), Jiří Kovařík (Volba pro město), Ing. Martin Krejza (SPOLU), Mgr. Blanka Kysilková (Nestraníci), Bc. Edita Lipavská (Nestraníci), Mgr. Jan Lipavský (Patrioti pro Vysoké Mýto), Mgr. Radka Lipertová (Patrioti pro Vysoké Mýto), Petr Motl (Mejťáci), Mgr. Jiří Plhák (SPOLU), Ing. Miloslav Soušek (Mejťáci), Jiří Vondráček (Mejťáci), Mgr. Iva Vrátilová (Volba pro město).

## Kultura a sport

### Události
Ve Vysoké Mýtě každoročně probíhá řada významných akcí: Soutěžní přehlídka dětských dechových orchestrů Čermákovo Vysoké Mýto, festival Sodomkovo Vysoké Mýto, RANDÁLFEST, promenádní koncerty, letní akce v Amfiteátru M-klubu, Kinematograf bratří Čadíků, Týden hudby, Městské slavnosti, tradiční Kujebácké jarmarky, benefiční festival Hudba pomáhá, Bubenický festival a Sportovní den.

### Vzdělávací zařízení
- Základní škola Vysoké Mýto, Javornického, příspěvková organizace
- Základní škola Vysoké Mýto, Jiráskova, příspěvková organizace
- Základní škola Vysoké Mýto, Knířov, příspěvková organizace
- Základní umělecká škola, Vysoké Mýto, příspěvková organizace
- Gymnázium Vysoké Mýto
- Vyšší odborná škola stavební a Střední škola stavební Vysoké Mýto
- Integrovaná střední škola technická Vysoké Mýto
- Střední škola podnikání Vysoké Mýto s. r. o.
- Správa školských zařízení – domov mládeže a školní jídelna, Vysoké Mýto, příspěvková organizace
- Speciální Základní Škola a praktická škola Vysoké Mýto
- Základní škola a Praktická škola Svítání, o. p. s.

### Volnočasová zařízení pro děti a mládež
- Mikádo – středisko volného času, příspěvková organizace
- Nízkoprahové zařízení pro děti a mládež EMKO

Městská knihovna Vysoké Mýto, zřizovaná městem skrze obecně prospěšnou společnost Vysokomýtská kulturní, je veřejnou knihovnou s univerzálními knihovními fondy. Sídlí na adrese Litomyšlská 70, Vysoké Mýto.
Z dějin veřejné knihovny ve Vysokém Mýtě:
- 1839 – byla ve Vysokém Mýtě založena při škole první knihovna. Jejím zakladatelem byl vysokomýtský rodák Alois Vojtěch Šembera, který škole daroval 150 knih. Peníze na nákup prvních knih získal sbírkou mezi svými vlasteneckými přáteli v Brně. Na knihy pro Vysoké Mýto přispěli mimo jiné i František Matouš Klácel, Jan Erazim Vocel, Jan Ohéral a jiní. A.V. Šembera osobně vypracoval pro knihovnu i Knihovní řád, ve kterém vyjadřuje zásady, jimiž se měla nová kulturní instituce řídit. Knihovnu mohli využívat nejen žáci a učitelé, ale i ostatní čtenáři z města. Bohužel o první knihovně se nám dochovalo jen málo zpráv.
- 1871 – dal podnět k obnovení veřejné knihovny přítel A.V. Šembery – mlynář a městský radní Karel Richter. Tato knihovna pracovala jen krátce a nepravidelně.
- 1891 – pro veřejnost byla otevřena nová knihovna a od té doby bez přerušení pracuje dodnes
- 1895 – získala knihovna pro svoji činnost pevný základ, rada města schválila nový statut veřejné knihovny a knihovna dostala název Veřejná knihovna královského věnného města Vysokého Mýta.
- 1923 – knihovnu převzal první profesionální knihovník- Josef V. Böhm.
- 1942 – byl knihovník Josef Hrdina, bývalý poručík čsl. armády, zatčen gestapem a v Pardubicích popraven
- 1944 – knihovna se přestěhovala z náměstí do bývalého vojenského kasina
- 1945 – vytvořeno samostatné oddělení pro děti
- 1948 – knihovna se přestěhovala zpět na náměstí do bývalé spořitelny
- 1949 – nakupuje knihovna do svého fondu první gramofonové desky
- 1951 – zahájeno půjčování gramofonových desek a zřízeno doplňovací oddělení pro místní knihovny
- 1976 – při knihovně je založena redakční rada Vysokomýtského kulturního zpravodaje, který vycházel až do roku 1989
- 1978 – knihovna je napojena do střediskového systému. Knihovna se stará o 14 místních knihoven svého obvodu, pro které nakupuje a zpracovává nové knihy, sestavuje výměnné soubory knih a věnuje jim metodickou pomoc.
- 1992 – knihovna se přestěhovala z náměstí do budovy „U koruny“ – čp. 70/IV
- 2002 – do knihovny bylo přihlášeno 1807 čtenářů (z toho 587 dětí do 15 let), kteří si v průběhu roku vypůjčili 92 336 k.j. Ve svém fondu měla knihovna celkem 72 531 k.j. (kromě knih má knihovna ve svém fondu hudebniny, AV-media a CD-ROM). Knihovna odebírala 93 titulů novin a časopisů.
- 2012 – Městská knihovna se stala součástí VYSOKOMÝTSKÉ KULTURNÍ, o.p.s., jejíž ředitelkou je Ing. Dagmar Sabolčiková
- 2017 – zakoupení Biblioboxu, který umožňuje čtenářům vracet knihy po celý den.
- 2018 – do knihovny bylo přihlášeno 1651 čtenářů (z toho 594 dětí do 15 let). Ve svém fondu měla knihovna celkem 77119 k.j. (kromě knih má knihovna ve svém fondu hudebniny, AV-media a CD-ROM). Knihovna odebírala 66 titulů novin a časopisů.
- 2019 – Instalace nového výpůjčního systému KOHA.

#### Služby
Knihovna je plně automatizovaná, nabízí půjčování knih, časopisů, audio knih a CD.

#### Dospělé oddělení
Knihovna pořádá Univerzitu volného času, kurzy angličtiny, besedy s autory, besedy pro domovy pro seniory a LDN. Dále nabízí meziknihovní výpůjční služby a zabezpečuje výměnné soubory do malých knihoven v našem regionu. Zajišťuje přístup k internetu zdarma.

#### Dětské oddělení
Prioritou dětské knihovny je půjčování knih a časopisů a podpora čtenářství, především formou besed pro mateřské, základní i střední školy. Dětské oddělení pořádá také pasování prvňáčků na čtenáře a výtvarné dílny. Ve spolupráci s ZUŠ Vysoké Mýto pořádá hudební odpoledne.

## Sport
- 1. FC Nejzbach
- Autoklub Karosa Vysoké Mýto
- Plavecký klub Vysoké Mýto
- Aeroklub Vysoké Mýto
- Tenisový klub LTC Vysoké Mýto
- SK Vysoké Mýto
- Cyklo Bendl
- Tenisový klub LTC Vysoké Mýto
- AC Vysoké Mýto
- Volejbalový klub Vysoké Mýto
- FTC Vysoké Mýto
- FALCON Kickbox Vysoké Mýto
- HC Vysoké Mýto
- Klub kuželkářů Vysoké Mýto
- Sbor dobrovolných hasičů Vysoké Mýto
- Sportovně střelecký klub Vysoké Mýto
- Sportovní klub kanoistiky Vysoké Mýto
- TJ Sokol Vysoké Mýto

## Doprava

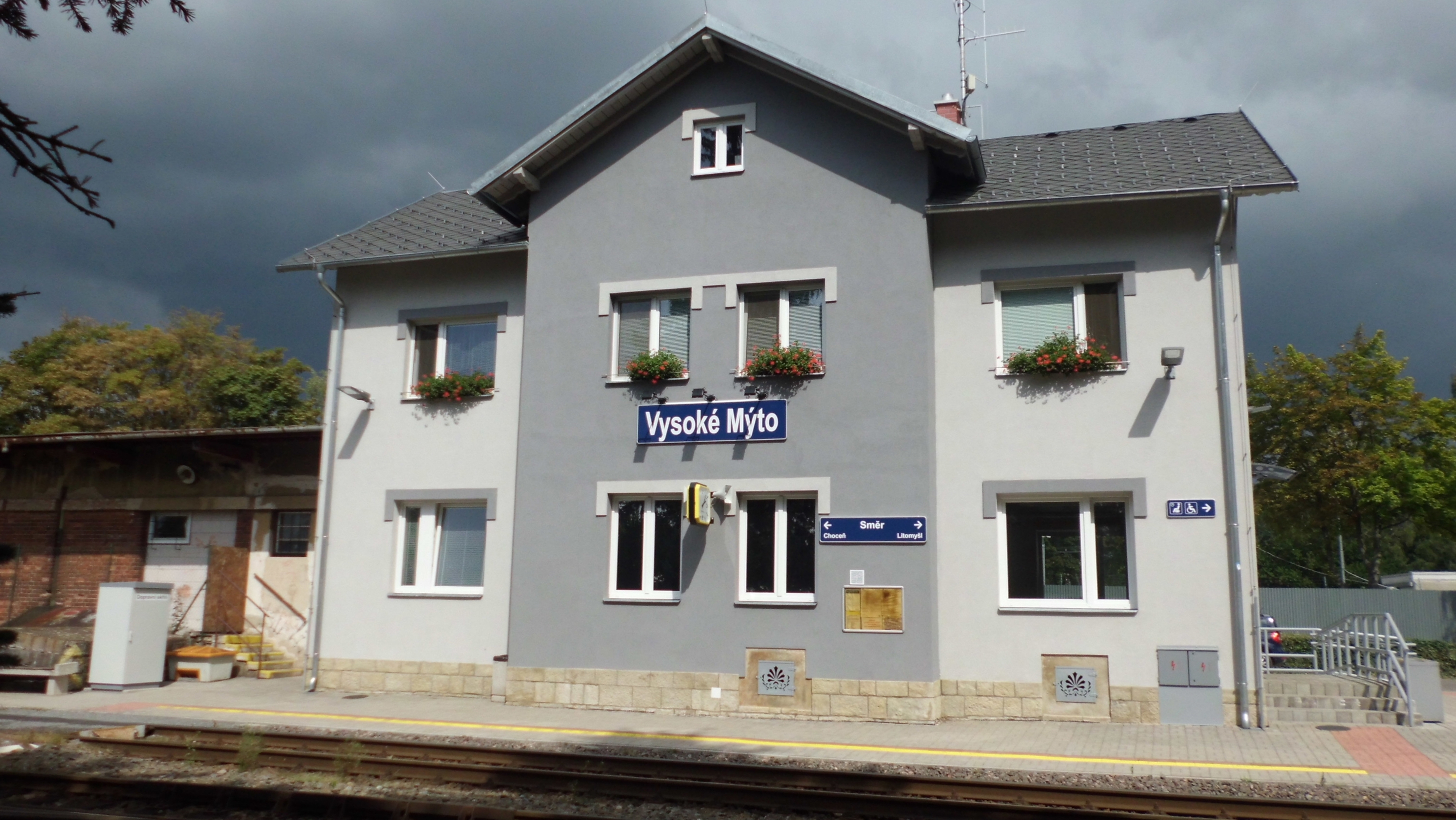
Železniční stanice

Město leží na železniční trati Choceň–Litomyšl se stanicí Vysoké Mýto a zastávkou Vysoké Mýto město. Městem rovněž prochází silnice I/35 a silnice II/357.

### Letiště
Přibližně 3 km jihovýchodně od centra Vysokého Mýta při silnici I/35 na Litomyšl se nachází mezinárodní neveřejné letiště. Provozuje ho Aeroklub Vysoké Mýto, funguje zde také letecká škola, vyhlídkové lety a letecký servis, slouží pro soukromé a sportovní účely. Letiště je otevřeno každoročně o víkendech mezi 15. dubnem až 15. říjnem, jinak na vyžádání.

## Demografie

### Rozložení obyvatel 2011
Podle sčítání lidu 2011 zde žilo 12 286 občanů českého občanství, z toho 5950 mužů a 6336 žen. Trvalý pobyt ve Vysokém Mýtě mělo 348 cizinců. 2592 obyvatel bylo do věku 18 let a 2629 obyvatel bylo starších 60 let.

Věková struktura obyvatel obce Vysoké Mýto roku 2011
Rodinný stav obyvatel obce Vysoké Mýto roku 2011
Vzdělání obyvatel obce Vysoké Mýto roku 2011

### Vývoj počtu obyvatel
Přesné údaje počtu obyvatel nejsou před rokem 1830 přesně známy. Počítali se pouze tzv. měšťané. Pro výpočet celkové populace se používá koeficient 6, to znamená, že na 1 měšťana připadá 6 usedlých občanů (členů rodiny atd.). V roce 1598 zde tak žilo asi 2000 obyvatel, roku 1628 asi 400 obyvatel, roku 1731 asi 2500 obyvatel a v roce 1788 asi 3500 obyvatel. Po roce 1830 se při sčítání lidu počítají všechny vrstvy lidí, proto se do výsledku nezapočítá žádný koeficient. V roce 1830 zde žilo 4623 celkem obyvatel, v roce 1843 celkem 4512 obyvatel a v roce 1857 celkem 5369 obyvatel.[zdroj?]
| 1869  | 1880  | 1890  | 1900  | 1910   | 1921   | 1930   | 1950  | 1961  | 1970  | 1980   | 1991   | 2001   | 2011   | 2021   |
| ----- | ----- | ----- | ----- | ------ | ------ | ------ | ----- | ----- | ----- | ------ | ------ | ------ | ------ | ------ |
| 5 902 | 7 019 | 7 751 | 9 370 | 10 718 | 10 515 | 10 726 | 9 325 | 8 885 | 8 874 | 10 654 | 10 797 | 12 116 | 12 428 | 12 069 |

| 1869  | 1880  | 1890  | 1900  | 1910  | 1921  | 1930  | 1950  | 1961  | 1970  | 1980  | 1991  | 2001  | 2011  | 2021  |
| ----- | ----- | ----- | ----- | ----- | ----- | ----- | ----- | ----- | ----- | ----- | ----- | ----- | ----- | ----- |
| 1 061 | 1 090 | 1 124 | 1 099 | 1 227 | 1 293 | 1 471 | 1 689 | 1 640 | 1 730 | 1 799 | 1 988 | 2 064 | 2 280 | 2 384 |

## Osobnosti
- Přemysl Otakar II. (1233–1278), český král, zakladatel města
- Eliška Rejčka (1288–1335), první držitelka královského věnného města
- Burian Stradonius Joseffi (1564–1617), humanistický básník a purkmistr
- Bedřich Bridel (1619–1680), jezuita, barokní spisovatel a básník
- Jan Joseffi (1693–1762), mecenáš a zakladatel církevní fundace v Knířově
- Josef Lipavský (1772–1810), český hudební skladatel
- Martin Kopecký (1777–1854), purkmistr královských měst Lokte v letech 1821–1826 a Plzně v letech 1828–1850
- Josef Šembera (1794–1866), malíř a grafik
- Alois Vojtěch Šembera (1807–1882), jazykovědec a literární historik, univerzitní profesor
- Josef Jireček (1825–1888), literární historik a politik
- Hermenegild Jireček (1827–1909), právník a politik
- Josef Leander Beneš (1830–1897), právník a pedagog
- Antonín Tůma (1855–1916), nakladatel a politik, starosta města
- Hermenegild Škorpil (1858–1923), archeolog, geolog, botanik
- Karel Škorpil (1859–1964), archeolog, zakladatel bulharské archeologie
- Otmar Vaňorný (1860–1947), překladatel antické poezie
- Noemi Jirečková (1874–1963), klavírní virtuózka
- Josef Doležal (1878–1961), houslista, ředitel hudební školy a sbormistr
- Josef Böhm (1881–1967), dirigent, skladatel, poslední žák Antonína Dvořáka
- Josef Kaplický (1899–1962), malíř, grafik, architekt, sochař
- František Matoušek (1901–1961), malíř
- Josef Sodomka (1904 – 1965 ), podnikatel a designér, zakladatel karosárny Sodomka
- Václav Peřina (1907–1979), malíř
- Maria Tauberová (1911–2003), operní pěvkyně-sopranistka
- Václav Vojtěch Tošovský (1912–2007), dětský chirurg, primář, profesor UK a spisovatel
- Václav Hübner (1922–2000), elektrotechnik, amatérský astronom a skaut
- Zdeněk Mlynář (1930–1997), politolog a politik
- Marie Málková (* 1941), česká herečka
- Viktor Vrabec (1941-2022), český herec
- Pavel Černý (* 1949), teolog, kazatel Církve bratrské, v letech 2005–2009 předseda Ekumenické rady církví v ČR
- Miloš Fikejz (1959–2019), filmový encyklopedista, fotograf a publicista
- Ivana Andrlová (* 1960), česká herečka
- Martin Dejdar (* 1965), český herec, moderátor, filmový producent
- Linda Bartošová (* 1993), modelka, vítězka české soutěže a zástupkyně Česka při Miss World 2012

## Monografie o městě
- Alois Vojtěch Šembera, Wysoké Mýto, králowské věnné město v Čechách, 1845. Dostupné on-line.
- Hermenegild Jireček, Královské věnné město Vysoké Mýto, 1886. Dostupné on-line

## Partnerská města
- Dolní Čiflik, Bulharsko
- Korbach, Německo
- Odessos (městská část Varny), Bulharsko
- Ozorków, Polsko
- Pyrzyce, Polsko
- Spišská Belá, Slovensko